# Lilian Majesté
Pas d'image ? Cliquez ici

a Compétitions nationales et continentales officielles uniquement.

Lilian Majesté, né le 1er avril 1981, est un joueur de rugby à XV français qui évolue au poste de centre au sein de l'effectif du Blagnac sporting club rugby (1,73 m pour 76 kg).

## Carrière
- Section paloise
- 2003-2005 : Rugby club Strasbourg
- 2005-2008 : Blagnac SCR (Pro D2)
- 2008-2010 : US Colomiers (Pro D2)
- 2010-2011 : TOAC TOEC
- 2011-2012 : Stade hendayais
- 2012-2013 : Anglet ORC

## Palmarès
- 2007 : Finaliste Fédérale 1 avec Blagnac SCR